# Boppeus orientalis
Boppeus orientalis là một loài bọ cánh cứng trong họ Cerambycidae.